# Julián Carrillo
Julián Carrillo Trujillo (født 28. januar 1875 i Ahualulco, San Luis Potosí, Mexico - død 9. september 1965 i Mexico City, Mexico) var en mexicansk komponist, dirigent, violinist og musikteoretiker.
Carillo arbejdede meget med mikrotonalitet, og mange af hans værker udspringer også heraf.
Han startede som romantisk komponist med symfonien i d dur (1901), men slog så over i mere dristige eksperimenter med orkesterværker, klaverværker etc. Carrillo skrev 2 symfonier mere bl.a. nr. 3 " Atonal " (1948).
Han er inspireret af Mauricio Kagel. Han hører til de ledende og vigtige komponister fra Mexico.

## Udvalgte værker
- Symfoni nr. 1 i d-dur (1901) - for orkester
- Symfoni nr. 2 i c-dur (1905) - for orkester
- Symfoni nr. 3 "Atonal" (1948) - for orkester
- Violinkoncert (1964) (Kvarttone koncert) - for violin og orkester
- "Optakt til Columbus" (1924) - for orkester
- 4 Atonale strygekvartetter (1903)
- "Horisonter" (1947) (Symfonisk digtning) - for violin, cello og harpe
- "10 Mikrotonale værker" (19?) - for orkester
- "Mikrotonal Messe" (1960) – for Pave Johannes 23.